# 平辽县
平辽县（越南语：／）是越南广宁省下辖的一个县。

## 地理
平辽县东接海河县和潭河县；西接谅山省定立县；南接先安县；北接中国广西壮族自治区。

## 历史
阮朝时，平辽县隶属广安省海宁府先安州。法属初期，殖民政府新设海宁省，后又析置平辽州。
1948年3月25日，北越政府改州为县，平辽州改为平辽县。
1963年10月30日，海宁省和鸿广区合并为广宁省。平辽县随之划归广宁省管辖。
1977年2月23日，设立平辽市镇。
2019年12月17日，晴旭社并入平辽市镇。

## 行政区划
平辽县下辖1市镇6社，县莅平辽市镇。
- 平辽市镇（Thị trấn Bình Liêu）
- 同心社（Xã Đồng Tâm）
- 同文社（Xã Đồng Văn）
- 横模社（Xã Hoành Mô）
- 旭峒社（Xã Húc Động）
- 陆浑社（Xã Lục Hồn）
- 无碍社（Xã Vô Ngại）